# 卡特琳娜·漢久克
卡特琳娜·維克托里芙娜·漢久克（羅馬化：Kateryna Viktorivna Handziuk；1985年6月17日—2018年11月4日），乌克兰公民权利和反腐敗活动家和政治顾问，漢久克生前揭露了她的家乡赫尔松的腐败现象。她于2018年7月31日遭人潑酸，并于同年11月4日因伤势过重死亡。